# Bjorn Meijer
Bjorn Meijer, né le 18 mars 2003 à Groningue aux Pays-Bas, est un footballeur néerlandais  qui évolue au poste d'arrière gauche au Club Bruges.

## Biographie

### FC Groningue
Né à Groningue aux Pays-Bas, Bjorn Meijer commence le football au VV Helpman avant d'être formé par le club de sa ville natale, le FC Groningue qu'il rejoint en  2014 à l'âge de 12 ans. Il progresse avec les diverses équipes de jeunes jusqu'à l'équipe première.  Il joue son premier match en professionnel le 16 mai 2021, lors de la dernière journée de la saison 2020-2021 d'Eredivisie, contre le PEC Zwolle. Il entre en jeu et son équipe s'incline par un but à zéro. Meijer signe son premier contrat professionnel le 3 septembre 2021, pour une durée de deux ans plus une année en option. 
Le 26 février 2022, Meijer inscrit son premier but en professionnel, lors d'une rencontre de championnat contre le Willem II Tilburg. Unique buteur de la rencontre ce jour-là, il donne ainsi à la victoire aux siens. Son entraîneur Danny Buijs se montre élogieux envers son jeune défenseur de 18 ans après la rencontre, le décrivant comme un garçon qui travaille dur, est à l'écoute et pouvant avoir un bel avenir.

### Club Bruges
Lors de l'été 2022, Bjorn Meijer rejoint le Club Bruges KV. Le transfert est annoncé dès le 19 avril 2022, et il signe un contrat de quatre ans,. 
Meijer fait sa première apparition sous ses nouvelles couleurs le 17 juillet 2022, à l'occasion de la Supercoupe de Belgique 2022 contre le KAA La Gantoise. Titularisé, il participe à la victoire de son équipe par un but à zéro,,. Il remporte ainsi le premier trophée de sa carrière. Le 21 août 2022, Meijer se fait remarquer en inscrivant son premier but pour Bruges, lors d'un match de championnat face au KV Courtrai. Buteur de la tête sur un service d'Andreas Skov Olsen, le Néerlandais donne la victoire à son équipe (2-1),. Le 7 mars 2023, Meijer inscrit son premier but en Ligue des champions lors des huitièmes de finales de la compétition face au Benfica Lisbonne. Unique buteur de son équipe, il ne peut empêcher la lourde défaite des siens (5-1 score final), qui élimine Bruges,. Le 12 mars suivant, il se fait remarquer en inscrivant un but sur coup franc direct face au Standard de Liège, en championnat, et contribue ainsi à la victoire de son équipe (2-0 score final),. Il avoue après la rencontre qu'il s'agit de son premier but sur coup-franc en compétition.

### En sélection
Bjorn Meijer représente l'équipe des Pays-Bas des moins de 19 ans pour un total de deux matchs joués en 2021.
Le 27 septembre 2022, Meijer joue son premier match avec l'équipe des Pays-Bas espoirs, contre la Roumanie. Il entre en jeu et les deux équipes se neutralisent (0-0 score final).

## Palmarès
Club Bruges
- Supercoupe de Belgique (1) :
  - Vainqueur : 2022.